# Gutshaus Külz
Das Gutshaus Külz ist ein 1994/95 restauriertes Gutshaus im pommerschen Kulice.

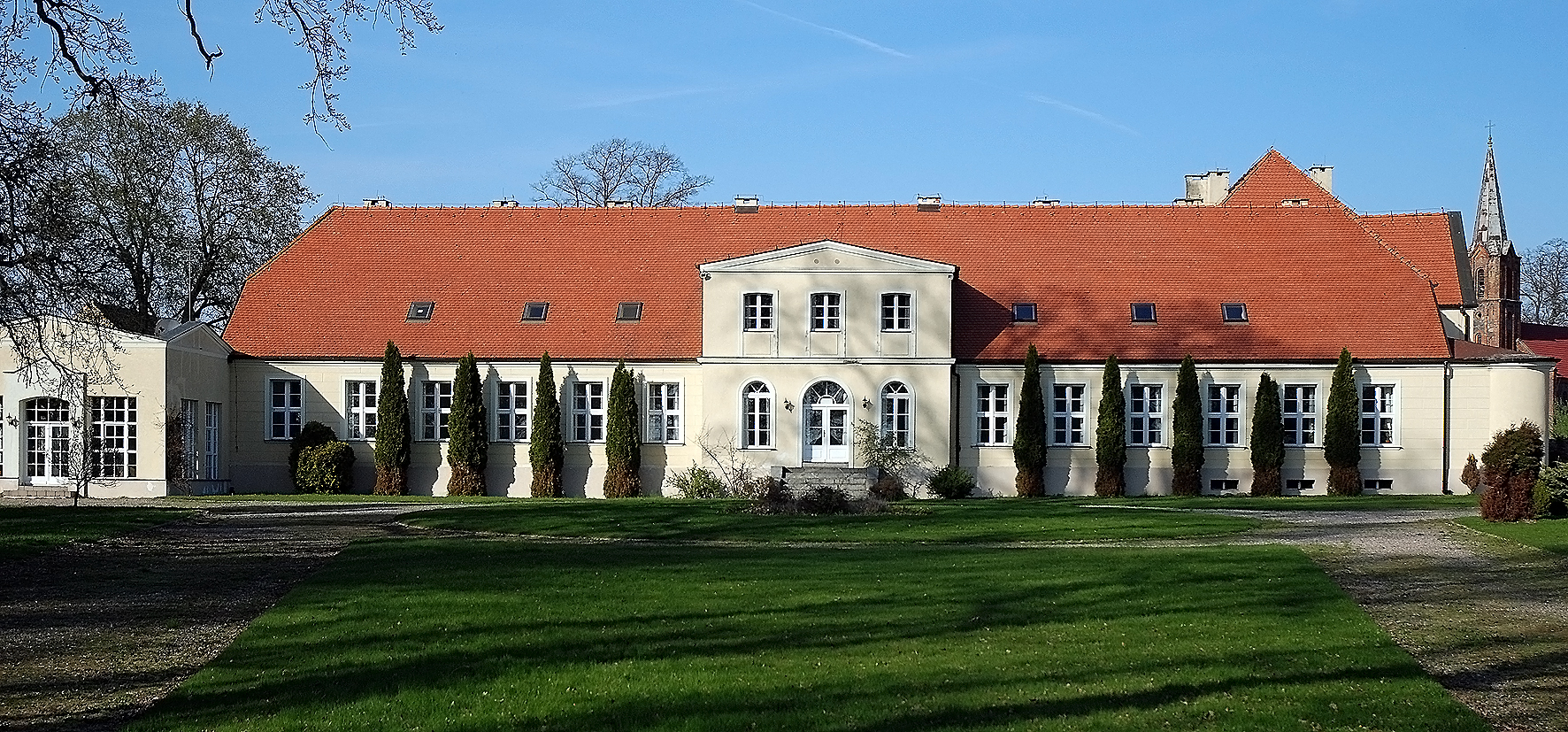
Gutshaus Külz

## Geschichte
Külz lag am nordwestlichen Rand des Landes Daber. In den ersten Jahrhunderten seiner Geschichte gehörte Külz zum Herrschaftsbereich der Familie Dewitz. Die erste Erwähnung des Dorfes stammt aus 1447. Die Besitzverhältnisse waren offensichtlich zersplittert. Laut den Hufensteuerregistern aus den Jahren 1628–1632 verfügten die Dewitz in Külz zwar über das Patronat und die Gerichtsbarkeit, das Land gehörte ihnen aber nur teilweise. Durch Heirat gelangte der Besitz 1724 an den pommerschen Zweig der Bismarck. So wurde Külz zusammen mit Kniephof (heute: Konarzewo) und Jarchlin (heute: Jarchlino) ein Kunkellehen der Bismarck. Das Külzer Gutshaus stammt in seiner jetzigen Form aus der zweiten Hälfte des 19. Jahrhunderts. Mit der Polonisierung der Region wurde in Külz nunmehr Kulice ein Staatsgut eingerichtet. Philipp von Bismarck gründete 1993 eine polnische Stiftung, die das Haus pachtete. Das Gutshaus wurde 1994/95 umfassend restauriert. Bis 2012 wurden hier deutsch-polnische Tagungen und Seminare veranstaltet. Die Eigentümerin, die Universität Stettin verkaufte das Gut jedoch und sein Schicksal ist heute unklar.

## Bauwerk
Das Külzer Gutshaus gilt als ein Beispiel für die Wohnsitze des mittleren Adels im Ostseeraum im 19. Jahrhundert. Zugleich spiegeln sich darin die Interessen und Bedürfnisse des Bauherrn Bernhard von Bismarck wider. Sein Bruder Otto bezeichnete ihn einmal als das "Ideal eines preußischen Landrats". 
Das Haus setzt sich aus mehreren Teilen mit unterschiedlich hohen Flügeln, ineinanderragenden Dächern und Risaliten zusammen. Der Bau ist geprägt von der klaren minimal gehaltenen Formensprache der Berliner Bauschule um David und Friedrich Gilly, Carl Gotthard Langhans und Heinrich Gentz. Die nach Südwesten ausgerichtete Hauptfront hat 15 Fensterachsen über einem verputzen Feldsteinsockel. Der ein Meter vorstehende Mittelrisalit ist mit einem flachen Dreiecksgiebel bekrönt. Die Eingangstür ist ähnlich wie die beiden Fenster rechts und links gestaltet, die fast bis zum Boden reichen. Darüber akzentuiert ein Gesims den Übergang zum ersten Stock. Hier befinden sich wieder drei, aber kleinere Sprossenfenster, die korbbogig geschlossen sind. Umrahmt werden sie von Putz-Faschen, die – als Besonderheit dieses Gebäudeteils – bis zum Gesims hin untergezogen sind. Die Fassade zu beiden Seiten des Mittelrisalits mit ihren jeweils sechs großen Rechteckfenstern trägt eine Rustika. 
Die Südwestfassade orientiert sich nicht am spätklassizistischen Muster, sondern ist eher zweckdienlich gestaltet. Der Haupteingang wurde von der Südwestfassade an den zur Hoffassade angebauten Seitentrakt verlegt. Dieser Seitentrakt trägt ein Walmdach und hat eine in zwei Seitenrisaliten mit Giebeln gegliederte Fassade. Zwischen Südostgiebel des Haupthauses und der Südwestecke des Seitentrakts befindet sich ein eingeschossiger Verbindungsbau. Ein weiterer zweigeschossiger aber kleinerer Seitenflügel mit Satteldach wurde an der nordwestlichen Rückseite des Haupthauses angebaut.